# كلينت إيستوود
كلِينت إيستُوود (بالإنجليزية: Clint Eastwood)‏ ولد في 31 مايو 1930 هو ممثل ومخرج ومؤلف موسيقي للأفلام ومنتج سينمائي أمريكي حائز على جائزة الأوسكار 4 مرات، اثنتين عن أفضل مخرج واثنتين عن أفضل فيلم.
بدأ إيستوود في التمثيل بأدوار ثانوية قبل أن يحقق الشهرة في مسلسل الغرب الأمريكي روهايد والذي استمر من 1958 إلى 1964، بعدها مثل في ثلاثية الرجل بلا اسم، وخلال السبعينات والثمانينات بدأ يمثل في العديد الأدوار وإن اقتصرت أغلبها على أفلام الغرب والأكشن بصفة خاصة، ومنذ التسعينات بدأ يتجه نحو الأفلام الدرامية ومنها وما أكسبه أو رشحه للأوسكار والغولدن غلوب عدة مرات. كذلك فقد أخرج وأنتج معظم أفلامه بداية من العام 1971 في فيلم اعزف ميستي من أجلي.
فاز كلِينت إيستُوود بجائزتي أوسكار عام 1993 عن فيلم غير المسامح كأفضل مخرج وأفضل فيلم، وفاز كذلك في عام 2005 بجائزتي أوسكار عن فيلم فتاة المليون دولار كأفضل مخرج وأفضل فيلم، وتم ترشيحه للفوز بنفس الجائزة في 2007 عن فيلم رسائل من إيوو جيما، اشتهر كلينت بأدائه لدور الرجل الحازم، الخشن الطباع والحاد الذكاء في عدة أفلام منها سلسلة هاري القذر التي قام فيها بدور المفتش هاري كالاهان ودور الرجل الذي لا يحمل اسما في سلسلة ثلاثية الدولار للمخرج سيرجيو ليون وذلك ضمن موجة أفلام سباغيتي وسترن، قام إيستوود ببطولة العديد من الأفلام طوال مسيرته السينمائية منها غير المسامح وهاري القذر والطيب والشرس والقبيح وحفنة من الدولارات وأبطال كيلي واشنقهم عاليا.

## النّشأ
في 31 من شهر مايو / أيار من العام 1930 في مشفى سان فرانسيس بالقرب من قلب مدينة سان فرانسيسكو المدينة الرابعة من حيث عدد السكان بولاية كاليفورنيا أو الولاية الذهبية كما تُلقب، على ضفاف الساحل الغربي من المحيط الهادئ للولايات المتحدة الأمريكية أنجبت السيدة مارجريت (1909-2006) من السيد كلينتون (1906-1970) مولودهما كلينتون أيستوود الابن، والذي أشتهر فيما بعد باسم كلينت. وتتحدث السيدة مارجريت وتصف ذلك اليوم: «لقد وقعت في حِبّه منذ أن شاهدت للمرة الأولي» وقد تم استعادة هذا الحب إلى حد كبير في أغلب الإلامة التي قدمها في وقت لاحق. نّشأ في الفترة التي تعرف بالكساد الكبير متنقلاً من مكان إلى آخر مع عائلته. أدَّى خلال تلك الفترة بعض الأدوار التمثيلية وهو يلعب مع شقيقته الصغرى جين. وقد عاش مؤقتا في كنف جدّته السيدة فيرجينا وكان لها تأثيراً كبيراً على شخصيته، ويصفها في إحدى المقابلات: «والدتي هي أكثر شخص أحببتهُ وَأَحَبَّهُ في حياتي وكذلك جدّتي التي كنت أسكن عندها حيث كان والداي يبحثان عن عمل أثناء الازمة الكبرى في الثلاثينيات القرن الماضي. كانت امرأة مستقلة وتقدمية، وكانت تعيش وحدها في تلك الأثناء، هي من علمتني قيادة السيارة وكانت تتركني أقود سيارتها. كُنتُ بالنسبة لها أفضل الشبان وكانت بالنسبة لي مدرسة تعلمت منها الكثير». لم تكن الألعاب الجماعية تثير أهتمامة كثيراً، كان يهوى التنس ولعبة الجُولْف، ويتحدث عن هواية الجُولْف: «لقد بداتها في الثالثة عشر من عمري، كنت أجمع مصروفي من أجل عطلة نهاية الأسبوع للاشتراك في نادي الجُولْف بالقرب من أوكلاند. والحقيقة أنني لم أتلقى دروساً فيها أبداً بل كان مجهوداً شخصياً، علماً بأنني شرعت بالتعلم بالشكل الصحيح عندما بلغت الثلاثين ولم أزل العب حتى اليوم عندما تتيح لي الظروف فرصة، ومنذ بضعة أعوام خططت ملعباً شخصياً مع مبنى خاص بكل أدواته». شارك في مسرحيات مدرسية أثناء دراسته في ثانوية أوكلاند للفنون، وبعد تخرجه شغل عدد من الوظائف، كما خدم في الجيش الأمريكيّّ. ويصف أحد المواقف مع والده في تلك الفترة: «تحدثُ مع أبي في أحد الأيام، وقلت له: أنني أريد أن اترك الدراسة في الجامعة لفترة والتحق بمعهد التمثيل. فأجابني حينها: لاتحلم بذلك كثيراً. وقد ذكرت له هذه الحادثة مؤخراً، فتذكرها ولم يعلق بل ضحك، ضحك فقط».

## العلاقات الشخصية والزواج والعلاقات الغرامية والعائلة
تعددت علاقات إيستوود واختلف أمدها ومدى جديتها وقوتها، وأيضًا تداخلت وتشابكت فيما بينها. تقدم بطلب الزواج لماغي جونسون في عام 1953. كان على علاقة غرامية مزعومة رُزِقَ فيها بطفل ولكن وُضِعَ في دور التبني. تكررت علاقاته الغرامية أثناء زواجه بجونسون ومنها علاقته بالممثلة المؤدية للمشاهد الخطيرة روكسان تونس التي استمرت لأربعة عشر عامًا ورُزِقَ منها بابنته كيمبر في عام 1964. يُزعم أن جونسون استمرت في هذا الزواج المفتوح مع إيستوود وكان لها منه طفلين كايل (الذي أنجبته عام 1968) وأليسون (من مواليد 1972) إلا أنها حصلت على الطلاق في نهاية المطاف. بدأت علاقته بالممثلة سوندرا لوك تتسم بالجدية بانتقالهما للسكن معاً عام 1975م وكانت في حالة من الذهول عندما اكتشفت استمرار علاقاته الجنسية مع نساء أخريات في وقت لاحق. حظي كلينت إيستوود بابن وابنة، سكوت (من مواليد 1986) وكاثرين (من مواليد 1986) من علاقته بمضيفة الطيران جاكلين ريفز. عند انفصال إيستوود ولوك عام 1989م قامت لوك برفع دعوى نفقة. في التسعينات ارتبط اسم إيستوود بالممثلة فرانسس فيشر وابنتهما فرانشيسكا (من مواليد 1993). كان زواج إيستوود الثاني من المذيعة الإخبارية دينا رويز في عام 1996 ورُزِقا بابنة تدعى مورغان التي خلقت في ذات العام. استمر زواج إيستوود من رويز حتى عام 2013 وشوهد مع العديد من النساء من ذلك الحين.

## الممتلكات
تتضمن أملاك إيستوود العقارية في كاليفورنيا مجموعة منشآت تمتد على مساحة 15,000 قدم مربع في كارميل بي-ثي-سي، ومنزل مساحته 6136 قدم مربع في بل إير، رايزنغ ريفر رانش (بالإنجليزية Rising River Ranch) الممتدة على مساحة قدرها 1067.5 أكر في بورني، وشقة في بوربانك بالإضافة إلى منزل كبير غير مصرح به قرب مقره في بل إير. يمتلك إيستوود أيضاً منزلًا يمتد على مساحة 5700 قدم مربع في سون فالي (أيداهو) وعقار مساحته 1.5 أكر مفتوح على المحيط في ماوي، هاواي.
أقام في عدة منازل في منطقتي ستوديو سيتي شيرمان أوك تيبورن وبيبل بيتش.

## الصحة والنشاطات الترفيهية
لطالما كره إيستوود التبغ والشركات المنتجة له ولم يذق طعمه إلا إن تطلبت تأديته لدور ما قيامه بالتدخين. كان شديد العناية بصحته ولياقته منذ أيام المراهقة باتباع نظام غذائي صحي وممارسته للتأمل يومياً.
قام بافتتاح حانة على الطراز الإنجليزي باسم هوغز بريث إِن (بالإنجليزية Hog's breath Inn) في كارمِل عام 1971. وباعها عام 1999، ويمتلك الآن فندق ومطعم ميشن رانش هوتيل (بالإنجليزية Mission Ranch Hotel) في كارمل بي-ثي-سي.
إيستوود لاعب غولف نشيط يمتلك نادي غولف تيهاما. وهو مستثمر في منشأة بيبل بيتش غولف لينكس العالمية حديثة التجديد في غرب كارمل، ويكرس وقته لأهداف خيرية في البطولات الكبرى.

## التَّمثيل
بدأ إيستوود التّمثيل بأدوار ثانوية قبل أن يحقَّق الشُّهرة في مُسلسل الغرب الأَمريكيّ «روهايد» والّذي اِستمرّ يُعرض لمُدّ ثمانية مواسِم مُنذ 1957، على شبكة سي بي اس أشهر شَبَكات التِّلفزة الأمرِيكِيّة. وفِي أواخِرُ السِّتِّينِيّات قام إيستوود بأداء دّور البُطولة في ثُلاثيّة سِرجيُو الشّهيرة «رّجُل بلا اسم»، وخِلالِ السّبعينيّات، والثّمانينيّات مثِّل العَدِيدُ مِن الأدوار الّتي اِتّخذ أغلبِها طابع أفلام الغرب الأمريكيّ، وأفلام الحركة، والإثارة بِصِفةٍ خاصّة، وفِي فتره التِّسعينيّات ومأ تَلاها قدّم عدداً من الأعمال، الّتي رشّحهُ لنيلِ العدِيد من الجوائِزِ. فَاز كلينت إيستوود بِجائِزتِي أُوسْكار عَام 1993 عن فِيلم «لَن أُسَامِح» كأفضل مُخرِج وأفضل فِيلم، وفَاز كذلِك في عَام 2005 بِجائِزتِي أوسكار عن فِيلم «مَليون دولار ياعَزِيزتي» كأفضل مُخرِج وأفضل فِيلم.
فِي عَام 2000، حصَل على جائزة الأسد الذهبي مِن مهرجان البندقية السينمائي الدولي عن مُجمل أعماله، وقد تمّ منح ايستوود وِسام جَوقة الشّرف، أَعلى مراتِب الشّرف فِي فرنسا، عَام 2007. بالإضافَةِ إلى جائزة إيرفينغ ثالبيرغ التذكارية الَّتي تمنَّحُها أكاديميّة فُنون وعُلُوم الصُوَر المتحرِّكة.
يُعتبر كلِينت إيستُوود مِن المُمثّلُين والمُخرِجِين الأكثرُ احتراماً وشُهرة فِي صِناعة السِّينما، قدّم أكثر مِن 68 فيلماً ومسلسلاً تلفزيونياً إلى الآن عبِر مسِيرته الفنِّيّة. أخرجَ إيستوود مُعظَم أفلامه، ابتداءً مِن العَام 1971، كما أَنتجتها شركة مالباسو التي يُدِيرُها ويملِكُها. وأنتجتِ شركة وارنر بروس أحدٌ أكبر شركات الأفلام فِي العالم 40 فيلماً منها. وقد حققت تلك الأعمال مجموع إيرادات اجتازتِ 2274417129 دولار أَمريكيّ. وفِي إِحدَى حفلات التكريمٍ عن مُجمل أعماله الفنِّيَّة ألقيت كلمات شكر وتقدير وعرفان، قَيَّلَ فِيهَا: «خِلال تِلكَ المسِيرةٌ، كُـنت تمتلك القُدرةُ دائمًا على إِسعادٌ الجماهِير، فِي جمِيع أنحاءٌ العالم».

## الاِخراج السِينمَائِيّ
في عَامٌ 1971 أخرَجَ كلِينت إيستُوود أَوِل أَفْلامة، وكانَ قَبل ذلِك بأَربع سّنوات قد أسس شرِكة اِنْتاج خاصّة، وكانَ الفِيلم من بُطُولَته أيضاً. وقَدّ قام بأخرجَ مُعظَم أفلامه مُنذُ ذلِك التاريخ. ويصِف إيستُوود الاِخراج السِينمَائِيّ الَّذي يُظهر العَمَل الرِّوائيّ بِوسَائِلِه الفنّيّة على الشَّاشة بإنهُ لُغة تفسيريّة، فَنّ التَّأْوِيل والتّعبِيرِ للرِّوَايَةُ والنَصّ التي يعتبرها فَنّاً إِبداعيّاً. محبَة الجُمهُور في مُشاهدة عمل جدِيد هو ما يدفعُنِي لِتحقِيق تِلك الرّغبة، بِالطّرِيقة الّتِي تُفضِّل، وتُوجِّد التَّوْق لِلمُشاهدة والمُتعة، وانا اِستمتع بِها أيضاً. ومِن خِلال تِلك العناصِر الفنِّيّة أُشارِك ما أوِدُّ أن أقُوله والتّعبِير عنه، هِي ولِيدة عصرِها، ولا حُدود لِمِزج تِلك العنَاصِر أو عدَّها؛ عبر تِلك المِساحة اللّامُتناهِية مِن الطُّرُق والأساليب، الّتِى أستطِيع مِن خِلال الفِيلم تقديمِها، والّتِي تُوصَف بِصِناعة السِّينما. وقد يصِحُّ لِي القول أنني شخصِيّاً أجد نفسِي أحياناً أَتعامل مع الفِيلم كَلحن أُغنِية جدِيدة بِطرِيقةٍ مَا.
| كلينت إيستوود                          | أُحِبَّ العمل مع كلِينت إيستُوود واِستمتعت كَثِيراً بِذَلِك.. اِنه يمنحك الفُرصة لاِكتِشاف نفسك كمُمثِّل | كلينت إيستوود |
| — مُورْغان فرِيمآن لمجلّة هَيرست البريطانيَّة |                                                                                      |               |

ويؤكِّد بِشَأن تَجرِبَتة في الاِخراج السِينمَائِيّ إنهُ اِستفاد من العَمَلِ ومُرَاقبة ٱلمُخرجِين السّينمائِيِّين الآخرين وبشكلٍ خاصّ سِرجيُو لِيُونِّي ودُون سِيجُِيل. من لِيُونِّي إِتقان إِطار الصُورَة بجَمِيع أنواعها وتَصمِيم الفَضَاء المُصوّر، ومن سِيجُِيل سُرعَة اَلتّنفِيذ بالإضافة اِلَى الطّاقة والحيوِيّة.
| كلينت إيستوود | لَقد كانَ إيستُوود يُغضِبُنِي.. كُنّا نَبذُلُ مَجهُوداً مُضنِياً لعَمَلِ فِيلم نَرَاه عملاً رائِعاً بحق ليظهر إيستُوود بفِيلم ينسف كُلّ أَفْكارنا عن الأَفْلام الجيّدة | كلينت إيستوود |
| — بوّل نِيُومآن  | |               |

## الترشيحات والجوائز

### جائزة الأوسكار
- أفضل ممثل رئيسى عام 1993 عن فيلم غير المسامح
- أفضل مخرج عام 1993 عن فيلم غير المسامح وفاز بها
- أفضل فيلم عام 1993 عن فيلم غير المسامح وفاز بها
- أفضل مخرج عام 2003 عن فيلم نهر غامض
- أفضل فيلم عام 2003 عن فيلم نهر غامض
- أفضل ممثل رئيسى عام 2005 عن فيلم فتاة المليون دولار
- أفضل مخرج عام 2005 عن فيلم فتاة المليون دولار وفاز بها
- أفضل فيلم عام 2005 عن فيلم فتاة المليون دولار وفاز بها
- أفضل مخرج عام 2006 عن فيلم رسائل من إيوو جيما
- أفضل فيلم عام 2006 عن فيلم رسائل من إيوو جيما

### الترشيحات لجائزة الجولدن جلوب
- أفضل مخرج عام 1989 عن فيلم Bird وفاز بها
- أفضل مخرج عام 1993 عن فيلم Unforgiven وفاز بها
- أفضل مخرج عام 2004 عن فيلم Mystic River
- أفضل مخرج عام 2005 عن فيلم Million Dollar Baby وفاز بها
- أفضل نص أصلى عام 2005 عن فيلم Million Dollar Baby
- أفضل مخرج عام 2007 عن فيلم Flags of Our Fathers
- أفضل مخرج عام 2007 عن فيلم Letters from Iwo Jima
- أفضل موسيقى تصويرية عام 2008 عن فيلم Grace Is Gone
- أفضل أغنية أصلية عام 2008 عن فيلم Grace Is Gone
- أفضل موسيقى تصويرية عام 2009 عن فيلم Changeling
- أفضل أغنية أصلية عام 2009 عن فيلم Gran Torino
- أفضل مخرج عام 2010 عن فيلم Invictus

## من أشهر أفلامه شخصياته السينمائية

### الرجل بدون اسم
- حفنة من الدولارات سنة 1964.
- من أجل بضعة من الدولارات سنة 1965.
- الطيب والشرس والقبيح سنة 1967.

### هاري القذر
- طريقة هاري القذر سنة 1971
- هاري القذر سنة 1971
- قوة الماغنوم سنة 1973
- المنفذ سنة 1976

الهروب من سجن الكاتراز 1979
- الأثر المفاجئ سنة 1983
- البركة الميتة سنة 1988

## وصلات خارجية
- كلينت إيستوود على موقع IMDb (الإنجليزية)
- كلينت إيستوود على موقع ميتاكريتيك (الإنجليزية)
- كلينت إيستوود على موقع الموسوعة البريطانية (الإنجليزية)
- كلينت إيستوود على موقع روتن توميتوز (الإنجليزية)
- كلينت إيستوود على موقع مونزينجر (الألمانية)
- كلينت إيستوود على موقع قاعدة بيانات الأفلام العربية
- كلينت إيستوود على موقع ألو سيني (الفرنسية)
- كلينت إيستوود على موقع ميوزك برينز (الإنجليزية)
- كلينت إيستوود على موقع تيرنر كلاسيك موفيز (الإنجليزية)
- كلينت إيستوود على موقع أول موفي (الإنجليزية)